# Vegas Golden Knights
Vegas Golden Knights este o echipă profesionistă americană de hochei pe gheață cu sediul în Paradise, Nevada, face parte din Divizia Pacific a Conferinței de Vest din NHL. Înființată în 2017 ca echipă de expansiune, Golden Knights este prima franciză sportivă majoră care reprezintă Las Vegas. Echipa este deținută de Black Knight Sports & Entertainment, un consorțiu condus de Bill Foley și de familia Maloof. Meciurile lor de pe teren propriu se joacă la T-Mobile Arena de pe Las Vegas Strip din Paradise, Nevada.
Una dintre puținele francize de expansiune care a cunoscut un succes imediat, Golden Knights s-a calificat în playoff-ul Cupei Stanley în primele patru sezoane și a ajuns în finala Cupei Stanley în primul sezon. Cele 13 victorii din play-off în din 2018 sunt cele mai multe victorii obținute de o echipă în sezonul inaugural.
În finala Cupei Stanley din 2023, Vegas Golden Knights a învins-o pe Florida Panthers în cinci meciuri.